# Sankt Albani kyrka (nutid)

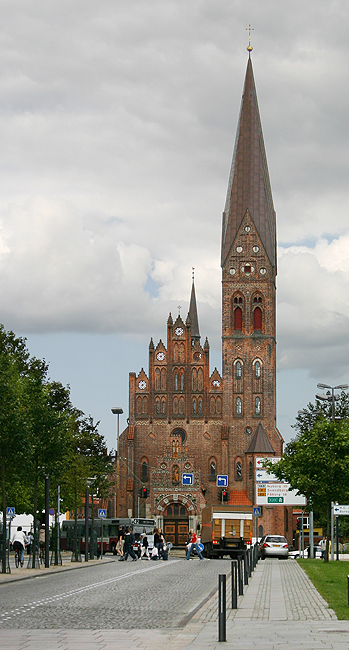
Sankt Albani kyrka.

Sankt Albani kyrka är en romersk-katolsk kyrka i Odense i Danmark, som fått sin namn efter den nuvarande evangelisk-lutherska domkyrkans föregångare. 
Den 21 oktober 1906 ägde grundstensnedläggelsen rum och den 25 oktober 1908 blev kyrkan invigd av biskop Johannes von Euch. Den uppfördes i gotisk stil med en portal i romansk stil. Tornet är 54 meter högt.

## Galleri

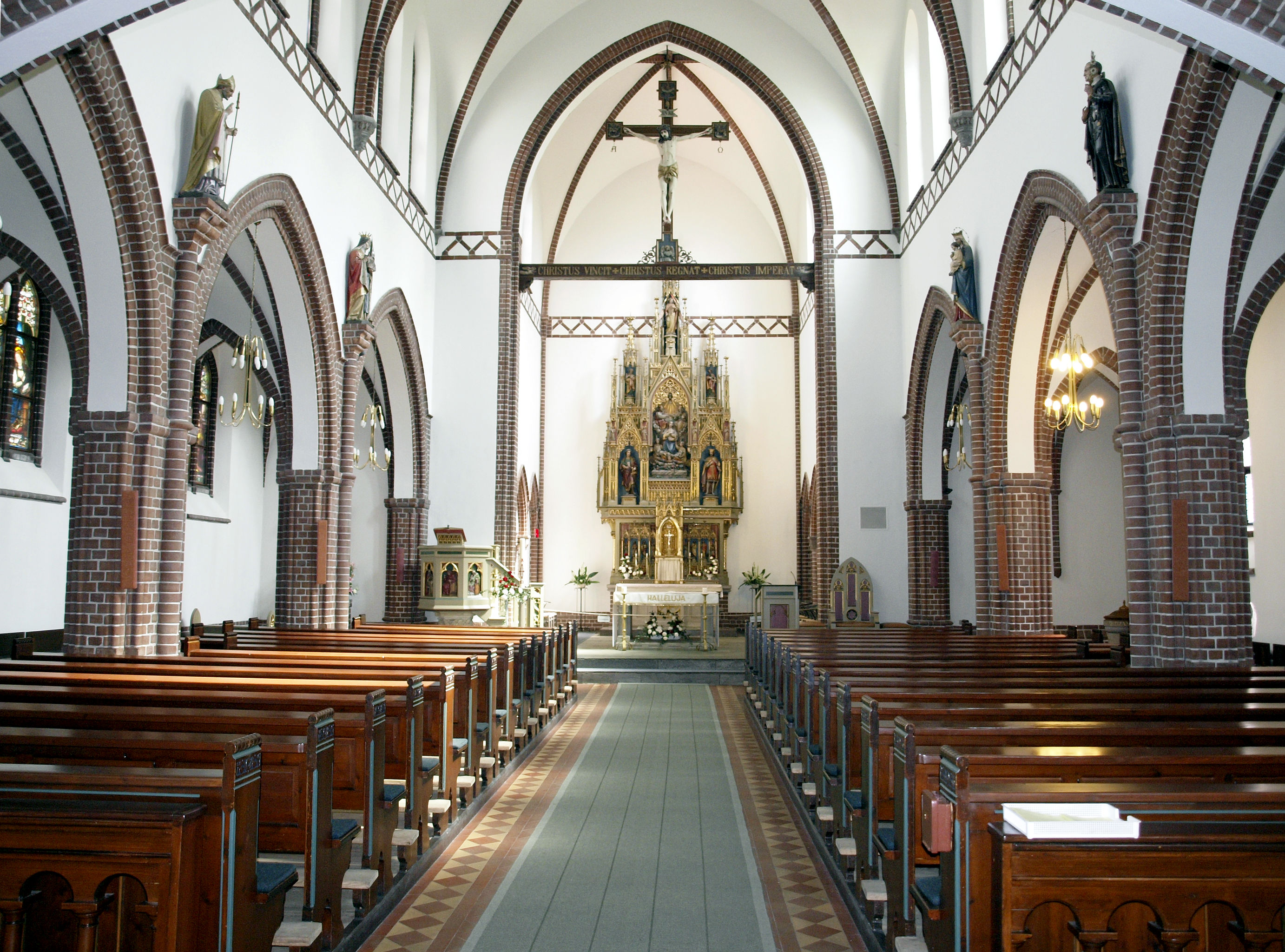
Kyrkorummet i Sankt Albani kyrka.